# Agenda política
La agenda política se refiere al conjunto de asuntos y tácticas empleadas por grupos ideológicos o políticos; además de los temas de debate de un ejecutivo gubernamental o un gabinete en el Gobierno, que intentan influir en las noticias y el debate político actual y futuro.
Cuando un gobierno da forma a la agenda política, puede estar influido por las bases o por la militancia del partido en eventos como mítines e incluso por grupos de activistas no gubernamentales que tienen un objetivo político.
Cada vez más, los medios de comunicación de masas tienen un efecto mayor en definir la agenda política a través de la cobertura de unos u otros acontecimientos.
Puede decirse que un partido político define la agenda política si la promoción que hace de ciertos asuntos obtiene una cobertura mediática destacada. Por ejemplo, durante el período electoral, los partidos políticos intentan promocionar su ideario en temas como educación, salud o género, y obtener cobertura mediática para aumentar su apoyo.